# Cabournieu
De Cabournieu is een stroompje dat in Zuid Frankrijk door het departement Gers stroomt.

## Bron en loop
De Cabournieu heeft zijn bron op een hoogte van 320 meter bij Troncens in het departement Gers. Het stroompje heeft een lengte van 11,3 km en stroomt bij Laveraët (Gers), hoogte 155 meter, in de Bouès.

## Plaatsen aan de Cabournieu
- Troncens
- Laveraët

## Zijrivieren van de Cabournieu
De Cabournieu heeft geen zijstromen.